# Tiny Thompson

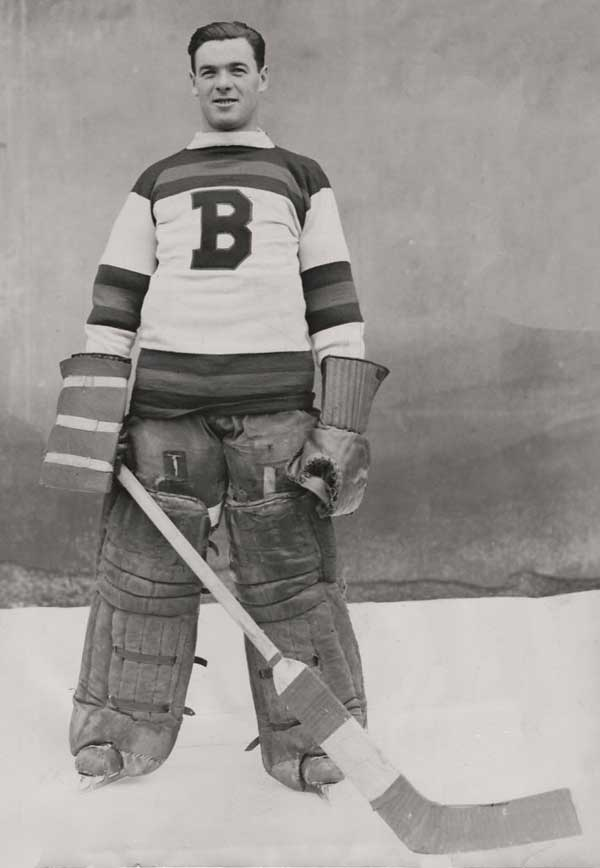

Cecil Ralph Thompson, mais conhecido como Tiny Thompson (31 de maio de 1903 - 11 de fevereiro de 1981), foi um jogador profissional de hóquei no gelo canadense que atuava como goleiro. Ele jogou 12 temporadas na National Hockey League (NHL), primeiro pelo Boston Bruins e, posteriormente, pelo Detroit Red Wings. Vencedor do Troféu Vezina quatro vezes, Thompson foi introduzido no Hockey Hall of Fame em 1959. Ele era membro de uma Stanley Cup equipe vencedora, como um novato na temporada 1928-29 com o Boston Bruins. No início da temporada 1938-39, depois de dez temporadas, com total de Boston, ele foi negociado com o Detroit Red Wings, onde ele terminou a temporada, e jogou um outro completo antes de se aposentar. Durante sua carreira, NHL, ele gravou 81 shutouts, sexto maior do que qualquer goleiro. Depois de se aposentar de jogar, treinou equipes da liga menor antes de se tornar um profissional scout observou. Thompson ajudou a popularizar a técnica de captura do disco como um método de fazer um salve. A puckhandler competente, ele foi o primeiro goleiro na NHL para gravar um auxiliar , passando o puck com o seu stick de um jogador do companheiro.